# Jacqueline Debatte
 (février 2011).
Si vous disposez d'ouvrages ou d'articles de référence ou si vous connaissez des sites web de qualité traitant du thème abordé ici, merci de compléter l'article en donnant les références utiles à sa vérifiabilité et en les liant à la section « Notes et références ».
Jacqueline Debatte, de son nom de naissance Jacqueline Crombé, est une poétesse française née à Bouchain le 6 juillet 1914 et morte à Lille le 8 mars 2004. Elle a également écrit sous le pseudonyme de Jacqueline Claude.

## Biographie
Fille de l'avocat roubaisien Joseph Crombé, elle écrit à 20 ans un roman intitulé Rythmes, publié en 1936 chez Silic, sous le pseudonyme de Jacqueline Claude. Cette œuvre est couronnée par un prix de l'Académie française en 1937.
Elle épouse le 1er juillet 1939 un jeune professeur de l'école des Beaux-Arts de Lille, Léon Debatte, fils de l'architecte municipal de La Bassée, Léon Debatte père. Réfugiée en Auvergne pendant la guerre, elle publie sous le nom de Jacqueline Claude un recueil de poèmes, Paroles à voix basse, édité en 1942 chez Jean de Bussac, qu'elle parvient à faire illustrer par son mari, prisonnier au Stalag XIB de Fallingbostel en Allemagne.
En 1943, elle voyage entre Lyon et Paris avec une ancienne camarade scoute, Francine Cockenpot, auteur-compositrice ; de cette rencontre naît la chanson Colchiques dans les prés, inscrite à la SACEM sous le titre Automne.

## Œuvres
- Rythmes, Silic, 1936, sous le pseudonyme de Jacqueline Claude, prix de l'Académie française 1937
- Paroles à voix basse, Jean de Bussac, 1942 réédités chez Crépin-Leblond 1947
- Colchiques dans les prés, musique de Francine Cockenpot, paroles de Jacqueline Debatte
- La Belle Aude, pièce en un acte, Crépin-Leblond, 1945 (représentée en 1944 par la compagnie de L'Arc-en-ciel (dir. A. Sallé) à Clermont-Ferrand)
- Contes de la Minuit, Crépin-Leblond, 1954, illustrés par son mari
- Le Cœur émerveillé, cantate mise en musique par J.L. Tournier, directeur du conservatoire de Tourcoing, 1963
- Plus longtemps que l'oubli, Jean Subervie, 1966, prix de Poésie Amélie Murat à Royat.
- Noir et blanc, Hauts-lieux, Feux pâles, inédits
- Ces mille et un visages, mémoires, 1993